# Караарша
Караарша (каз. Қараарша, до 1993 г. — Карла Маркса) — село в Жамбылском районе Алматинской области Казахстана. Входит в состав Дегересского сельского округа. Код КАТО — 194245400.

## Население
В 1999 году население села составляло 159 человек (68 мужчин и 91 женщина). По данным переписи 2009 года, в селе проживало 195 человек (106 мужчин и 89 женщин).